# سرش بادران
سرش بادران هي قرية في مقاطعة أصفهان، إيران. عدد سكان هذه القرية هو 2,101 في سنة 2006.